# Gordan Irović
Gordan Irović (serbe : Гордан Ировић), né le 2 juillet 1934 à Herceg Novi et mort le 26 mai 1995,, à l'époque dans le royaume de Yougoslavie, aujourd'hui en Serbie, est un joueur de football yougoslave (serbe) qui évoluait au poste de gardien de but.

## Biographie

### Carrière en club
Avec le club du Dinamo Zagreb, il remporte deux championnats de Yougoslavie et deux Coupes de Yougoslavie.
Avec cette même équipe, il dispute deux matchs en Coupe d'Europe des clubs champions, et atteint la finale de la Coupe des villes de foires en 1963.

### Carrière en sélection
Avec l'équipe de Yougoslavie, il figure dans le groupe des sélectionnés lors de la coupe du monde de 1958.
Il ne joue toutefois aucun match en sélection nationale.

## Palmarès
Dinamo Zagreb
| - Championnat de Yougoslavie (2) : - Champion : 1953-54 et 1957-58. - Vice-champion : 1959-60. - Coupe de Yougoslavie (2) : - Vainqueur : 1959-60 et 1962-63. |  | - Coupe des villes de foires : - Finaliste : 1963. |